# Termisk avfuktare
En termisk avfuktare är en byggnadsteknisk installation som reducerar fukten med hjälp av värme.

## Översikt
Den termiska avfuktaren håller relativ luftfuktighet i ett byggnadsytrymme vid oskadliga nivåer genom att tillföra värme. Eftersom luftens fuktinnehåll inte ökar sjunker då den relativa luftfuktigheten, i det att varm luft kan bära mer fukt än kall luft. 
Skaderisken i en konstruktion hänger inte samman med luftens absoluta fuktinnehåll utan med den relativa luftfuktigheten. Kapillärkondensation och ytkondensation är två fysiska processer som avgör risken för slaget virke samt rötangrepp och de styrs av den relativa luftfuktigheten. Mögelsporers groprocess styrs av ytskiktets relativa fuktighet vilket i sin tur är beroende av den relativa fuktigheten i omgivningen samt fuktinnehållet i materialet. Detta utnyttjas av den termiska avfuktaren på så sätt att värme tillförs så att önskad relativ luftfuktighet uppnås. 
Den termiska avfuktaren förekommer som fast installation i nybyggda hus där den används för att skydda krypgrunden mot fuktskador från sommarkondens. En termisk avfuktare kan vara allt från en enkel värmefläkt med styrning till en solfångare som håller ett utrymme torrt, men terminologin används vanligen för styrda system.
En variant av termisk avfuktare, som använder elkablar för att värma luften i grunden uppfanns av den svenska innovatören Rikard Bergsten år 1999 som överlät uppfinningen till Lindenstone Innovation AB år 2002 som sedan dess marknadsfört den i Sverige under varumärket TrygghetsVakten.